# シャーリー・ジョーンズ
シャーリー・ジョーンズ（Shirley Mae Jones, 1934年3月31日 - ）はアメリカ人の歌手であり、舞台、映画、テレビで活躍した女優である。
『オクラホマ!』（1955年）、『回転木馬』（1956年）、『ミュージック・マン』（1962年）といった多くの有名なミュージカル映画などにおいて、健全な役どころで主演した。1960年の『エルマー・ガントリー/魅せられた男』では“悪女”を演じ、アカデミー助演女優賞に輝いている。

## 生い立ち
ジョーンズは、ピッツバーグ郊外のペンシルベニア州シャルルロアに生まれた。物事に厳しい主婦マジョリー・ウィリアムズと、ジョーンズ醸造社のオーナー、ポール・ジョーンズの一人娘である彼女は、シャーリー・テンプルにちなんでシャーリー・ジョーンズと名付けられた。一家は後にペンシルベニア州スミストンの近くに移り住む。幼いころ彼女は、父親のことは大好きだったが、母親のほうはしばしば彼女を怒らせていたので、態度が反抗的になっていた。小さなシャーリーは厳しくされても猛然と抵抗しつづけ、長じては平然と母親を拒否するようになった。ジョーンズは話せるようになるとほぼ同時に歌えるようになっていた。サマーキャンプの指導員に勧められて、一家は10代のシャーリーが週に2度、ピッツバーグで、世界的に有名な歌手であり教師のRalph Lawandoに指導してもらえるように手配した。後に彼女はしばしば父親と一緒にピッツバーグ劇場の舞台に立つようになり、この音楽劇場のことが大好きになった。
ジョーンズは南ハンティンドン高校へ入学した。ここで、この独り立ちしたティーンエイジャーは気ままな少年たちに惹かれるのだが、彼らが両親から認められることはほとんどなかった。1952年には高校を卒業、同じ年に彼女はスミストン美人コンテストへの出場を決意した。12人の出場者のうち最年少にして彼女はコンテストを勝ち取り、続いて1952年のミス・ピッツバーグにも輝いた。賞金には500ドルとピッツバーグ劇場で学ぶ奨学金が含まれていた。彼女はこの学校での見習い期間を楽しく過ごしたが、自分に備わった音楽と演技の才能にも拘わらず、自分が歌手としてのキャリアを追求したがっているのどうか確信がもてずにいた。小さいころから動物が大好きだったので、彼女は獣医になりたいとも考え、1953年にニュージャージーのカレッジに入学手続きを行っている。しかしその年の夏、家族で2週間、ニューヨークへ休暇に出かけた。この休暇が彼女の人生を変えたのである。

## 初期の舞台経歴
マンハッタンでシャーリーの友達の一人が、ブロードウェイのエージェント、ガス・シャーマンに歌を聴かせてみろと彼女を説得した。歌を聴いたシャーマンは喜んでジョーンズと契約。彼女は両親の了承のもと、ニューヨークに住んでブロードウェイの役者になるため一年間がんばることにした。このとき彼女は懐に100ドルしかもっていなかった。もし成功しなかったら、スミストンに戻って獣医として働くつもりだった。彼女の最初のオーディションは、ロングランのミュージカル『南太平洋』のコーラスガールの補充だった。『南太平洋』の作者ロジャース&ハマースタインはシャーリーを見て、そこに大きな素質を見出した。そして彼女はこのソングライターたちと個人的な契約をした最初にして最後の歌手になった。この二人組は彼女を『ミー・アンド・ジュリエット』にキャスティングし、これが彼女の第二のブロードウェイ舞台となる。このツアーで彼女は主役の代役をつとめ、激賞の批評記事をもたらした。

## 1950年代から1960年代の映画女優時代
リチャード・ロジャースとオスカー・ハマースタイン2世は、音楽教育を受けたジョーンズの歌声に感動し、1955年、彼らのヒット作『オクラホマ!』を映画化する際、彼女をヒロインにキャスティングした。他のミュージカルもすぐさまこれに続き、『回転木馬』（1956年）、『四月の恋』（1957年）、『ミュージック・マン』（1962年）などが作られた。これらの作品の中で、彼女は健全で優しい女性ばかりを演じていた。しかし彼女は、1960年のオスカーを『エルマー・ガントリー/魅せられた男』の演技で獲得している。この映画で彼女が演じたのは、バート・ランカスター演じる主人公によって堕落させられた女性で、この女性はその女たらしに出会ってから数年後売春婦となり復讐を遂げる。

## 1970年代以降

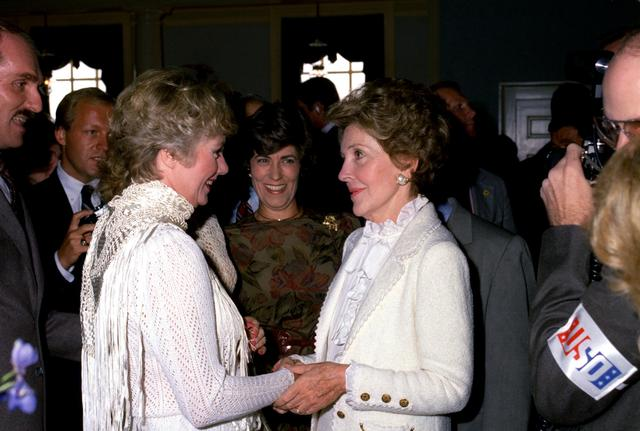
シャーリー・ジョーンズ（左）とナンシー・レーガン、1982年9月28日

1970年から1975年にかけテレビの連続ドラマ『パートリッジ・ファミリー』に出演した。シチュエーション・コメディシリーズであるこの作品では、五人の子どもをもつ未亡人シャーリー・パートリッジを演じ、彼女が最も親しまれている役とされた。